# Сфеноклея
Сфеноклея (лат. Sphenoclea) — монотипный род травянистых растений монотипного семейства Сфеноклеевые (Sphenocleaceae), входящего в порядок Паслёноцветные (Solanales). Единственный вид — Сфеноклея цейлонская (Sphenoclea zeylanica).

## Ботаническое описание

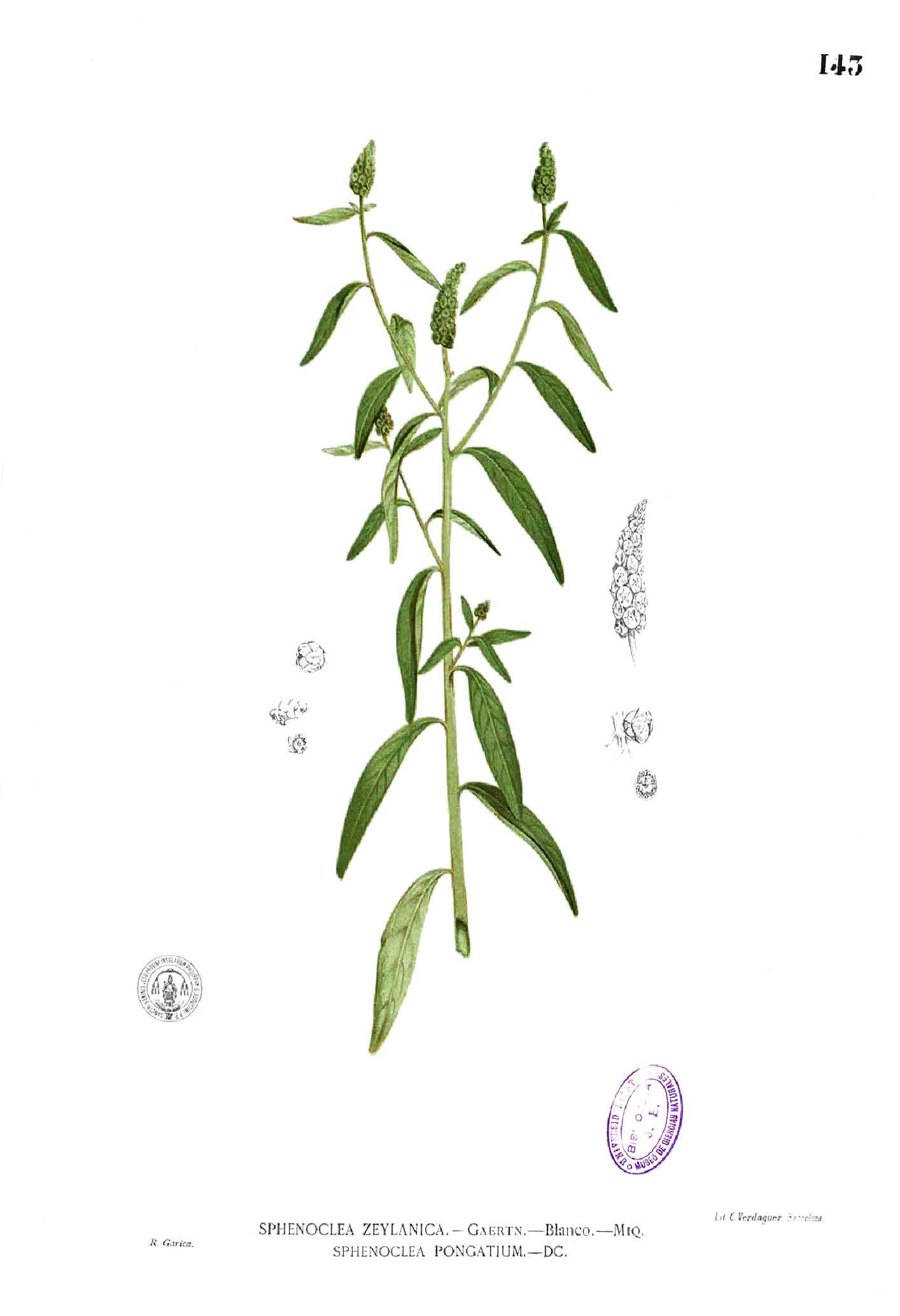

Однолетнее травянистое растение без опушения; стебель прямой, простой или слабо ветвистый, бороздчатый, до 70 см высотой и до 7 мм в диаметре. Корень короткий, мочковатый, с тонкими, буроватыми, волокнистыми разветвлениями. Листья ланцетные, цельнокрайные, острые, оттянутые, с коротким черешком, без прилистников, стеблевые, очередные, до 7 см длиной и 1,5 см шириной.
Цветки мелкие, сидячие; у каждого цветка 3 прицветника; собраны в густые, цилиндрические или вальковатые колосья. Чашечка из 5 округлённых, вогнутых долей. Венчик белый, трубчатый, пятилопастный. Тычинок 5, прикрепляются к лепесткам; нити короткие; пыльники почти сидячие, округлые, двугнёздные, раскрываются продольными щелями. Завязь двугнёздная; столбик короткий; рыльце гладкое, головчатое, слабо двураздельное.
Плод — перепончатая, двугнёздная, многосемянная коробочка, открывается крышечкой, внизу коническая, сверху плосковатая. Семена мелкие, мелкоточечные, гладкие, с тремя зубцами, вальковатые.

## Синонимы
| Синонимы рода - Gaertnera Retz., nom. illeg. - Pongati Adans. - Pongatium Juss. - Rapinia Lour. | Синонимы вида - Gaertnera pongati Retz. - Pongatium indicum Lam. - Pongatium spongiosum Blanco - Pongatium zeylanicum Kuntze - Rapinia herbacea Lour. - Schrebera pongati DC. - Sphenoclea dalzielii N.E.Br. - Sphenoclea pongatium DC. |